# Kašpar Ladislav Stehlík z Čeňkova
Kašpar Ladislav Stehlík z Čeňkova (6. ledna 1571 Plzeň – 1613 tamtéž) byl český humanista, matematik, geometr a astronom, povýšený do šlechtického stavu. Byl absolventem Univerzity Karlovy a nositelem titulu mistr, působícím mj. v okruhu učenců na dvoře císaře Rudolfa II., spolu s Tychem Brahem či Janem Keplerem. Byl členem druhé generace šlechtického roku Stehlíků z Čeňkova, jehož členové působili na plzeňské radnici v pozici radních či purkmistrů v několika dalších staletích.

## Životopis

### Mládí
Narodil se v domě na rohu Dřevěné a Pražské ulice v Plzni do majetné rodiny místního sládka a váženého měšťana Bartoloměje Stehlík z Čeňkova staršího, a Marty Stehlíkové, rozené Kalikové. Otec byl dlouholetým konšelem a později cechmistrem městského pivovarnického cechu. Díky několika výhodným sňatkům a horlivé podpoře katolické moci a císařů Maxmiliána II. a Rudolfa II. se Stehlíkovi podařilo proniknout na nejvyšší společenská místa ve městě, rovněž manželka pocházela z majetného měšťanského rodu.
Ve dvanácti letech byl poslán ke studiu na jezuitskou kolej do Prahy, kde roku 1591 dosáhl titulu bakaláře svobodných umění. Původně směřoval ke kněžské dráze, díky svému nadání pro přírodní vědy však začal studovat matematiku a astronomii na Univerzitě Karlově. Rok nebo dva pak studoval na univerzitě v bavorském Ingolstadtu. Pravděpodobně roku 1597 nebo 1598 zde získal titul mistr (magistr) svobodných umění. V Praze působil jako císařský geometr.

### Geometr a astronom
29. května 1598 udělil císař Rudolf II. Stehlíkovi a jeho rodině šlechtický titul s erbem a přídomkem z Čeňkova. patřil k nejvzdělanějším občanům města. Roku 1599 byl poprvé představen u dvora Rudolfa II., nadšeného podporovatele vědců a učenců. Setkal se zde rovněž s dánským astronomem Tycho Brahem. Po vypuknutí epidemie moru v Praze roku 1599 se s Brahem přesunul na zámek v Nových Benátkách u Mladé Boleslavi, kde mu asistoval a pomáhal mu zde zřídil astronomickou observatoř. Rovněž zde v té době působili Jan Kepler, Jan Barvicius, Martin Bacháček z Nouměřic a další učenci. (Rudolf II. uprchl před morem do Plzně). Brahemu asistoval až do jeho smrti roku 1601. Poté žil s rodinou v Plzni.
Zabýval se matematikou a mj. sestavoval kalendáře. Oženil se s Annou Geronisovou z Třebnice, dcerou M. Šimona Plachého z Třebnice, plzeňského měšťana, kronikáře a později i purkmistra města. To mu zajistilo finanční zázemí pro jeho učeneckou kariéru.

### Úmrtí
Kašpar Ladislav Stehlík z Čeňkova zemřel roku 1613, ve věku 42 let. Pohřben byl do rodové hrobky v kryptě Katedrály sv. Bartoloměje na plzeňském náměstí.

### Rodina
Oženil se s Annou Geronisovou z Třebnice, dcerou M. Šimona Plachého z Třebnice, plzeňského měšťana, kronikáře a později i purkmistra města. Z manželství vzešly dcera ... a syn Šimon. Bratr Jan Ladislav z Čeňkova rovněž vystudoval pražskou univerzitu a působil jako písař u soudu pražského nejvyššího purkrabství. Otec Bartoloměj Stehlík z Čeňkova zemřel v létě 1613 na následky mučení po poražené vzpouře proti v Plzni sídlícímu protestantskému vojsku Petra Arnošta II. Mansfelda, který dobyl Plzeň roku 1618.
Příslušníci rodu Stehlíků z Čeňkova působili v dalších letech ve vedení města Plzně. Člen rodu Bartoloměj Stehlík z Čeňkova mladší působil jako plzeňský purkmistr v letech 1635–1637, za svou loajalitu císaři obdržel rytířský titul. Jeho vzdálenější příbuzný Jan Václav Stehlík z Čeňkova byl purkmistrem v letech 1734–1744, František Stehlík z Čeňkova potom v letech 1801–1808.